# Солдевилья, Лали
Эула́лия «Ла́ли» Солдеви́лья и Валл (исп. Eulàlia «Laly» Soldevila i Vall; 25 июля 1933, Барселона, Испания — 12 сентября 1979, Мадрид, Испания) — испанская актриса.

## Биография
Эулалия Солдевилья и Валл (настоящее имя Лали) родилась 25 июля 1933 года в Барселоне (Испания). Её первое художественное образование было получено в испанском театре университета.

## Карьера
За свою карьеру в театре добилась больших успехов в таких работах как «La Celestina», «La carroza de plomo candente», «El realquilado», «Te espero en el Eslava», «Medea», «Las criadas», «La marquesa Rosalinda», «El adefesio» и "Sabor a miel. С своими очень характерным голосом, она стала очень популярной за свои роли в кино, выделяя ей великий комедийный талант, но и играла драматические роли с равной глубиной исполнения.

## Смерть
46-летняя Лали скончалась 12 сентября 1979 года после продолжительной борьбы с раком в Мадриде (Испания). Солдевилья была похоронена на Южном кладбище в Мадриде. У неё осталось двое детей от кинопродюсера Джейми Боррелла — сын Хуан Боррелл  и дочь Паула Солдевилья.